# Правило Саррюса
Правило Саррюса — метод вычисления определителя матрицы третьего порядка. Наряду с правилом треугольника призвано внести в процесс вычисления определителя наглядность, уменьшив тем самым вероятность возникновения ошибки. Названо по имени французского математика Пьера Фредерика Саррюса.
Для матрицы {\displaystyle 3\times 3}:
{\displaystyle A={\begin{pmatrix}a_{11}&a_{12}&a_{13}\\a_{21}&a_{22}&a_{23}\\a_{31}&a_{32}&a_{33}\end{pmatrix}}}
детерминант находится суммированием шести произведений из трёх элементов. Действие выполняется согласно следующей схеме:
Первые два столбца матрицы записываются справа возле матрицы. Произведения элементов, стоящих на линиях с пометкой «плюс», складываются, затем из результата вычитаются произведения элементов, находящихся на линиях с пометкой «минус»:
{\displaystyle \det(A)=a_{11}a_{22}a_{33}+a_{12}a_{23}a_{31}+a_{13}a_{21}a_{32}-a_{13}a_{22}a_{31}-a_{11}a_{23}a_{32}-a_{12}a_{21}a_{33}}
Правило Саррюса можно обобщить для вычисления определителя матрицы произвольного порядка. С. Аршон опубликовал исследование «обобщенное правило Саррюса» в 1935 году.